# 京都府立大学女子短期大学部
京都府立大学女子短期大学部（日语：／ Kyōtofuritsu Daigaku Joshi Tanki Daigakubu *），简称府女短，是过去一所位于日本京都府京都市左京区的公立短期大学。

## 概要

### 简介
- 学校最早可以追溯到1927年即京都府立女子专门学校的创立。短期大学为于1951年开办[1]、由京都府经营。招生到1996年、停办于1998年[2]。

### 历史
- 1951年 西京大学女子短期大学部成立并同时设置两个学科、以下列举。
  - 文科
  - 家政科
- 1953年 两个学科各自变更为、以下列举。
  - 文科→日语科
  - 家政科→服装科[注 2]
- 1959年 改校名为京都府立大学女子短期大学部。
- 1973年 生活经济科成立。
- 1990年 服装科[注 2]变更为生活文化科。
- 1993年 英语科成立。
- 1996年 最后一年招生、次年停止招生（正式停办于1998年7月21日[2]）

## 学校环境
- 校区：在了京都府京都市左京区[注 1]

## 历任校长
- 园正造：第一代短期大学校长[3]
- 广原盛明：最后短期大学校长[4]

## 组织

### 学科
- 日语科
- 生活文化科
- 生活经济科
- 英语科

### 专科
| - 没有 |

### 业余课程
| - 没有 |

## 知名校友
- 山村美纱：推理小说作家
- 市田ひろみ：演员

## 相关链接
- 日本短期大学列表
- 京都府立医科大学医疗技术短期大学部